# Gorenje pri Zrečah
Gorenje pri Zrečah – wieś w Słowenii, w gminie Zreče. 1 stycznia 2018 liczyła 115 mieszkańców.